# Lưu Kiếm
Lưu Kiếm là một phường thuộc thành phố Hải Phòng, Việt Nam.

## Địa lý
Phường Lưu Kiếm có vị trí địa lý:
- Phía đông giáp phường Bạch Đằng.
- Phía tây giáp xã Việt Khê và phường Lê Ích Mộc.
- Phía nam giáp phường Hòa Bình, phường Thủy Nguyên và phường Thiên Hương.
- Phía bắc giáp tỉnh Quảng Ninh với ranh giới tự nhiên là sông Bạch Đằng.

## Lịch sử
Trước năm 1886, địa bàn xã Lưu Kiếm thuộc tổng Trúc Động, huyện Thủy Đường.
Năm 1886, đổi tên huyện Thủy Đường thành huyện Thủy Nguyên và tổng Trúc Động được chuyển về huyện Yên Hưng, tỉnh Quảng Yên quản lý.
Sau năm 1945, thành lập xã Lưu Kiếm trên cơ sở 9 làng của tổng Trúc Động.
Cuối năm 1947, sáp nhập xã Lưu Kiếm vào huyện Thủy Nguyên.
Tháng 3 năm 1957, chia xã Lưu Kiếm thành xã Lưu Kiếm và xã Liên Khê.
Ngày 25 tháng 5 năm 1965, thành lập thôn Lưu Kỳ thuộc xã Lưu Kiếm.
Ngày 27 tháng 10 năm 1962, Quốc hội ban hành Nghị quyết về việc sáp nhập tỉnh Kiến An vào thành phố Hải Phòng. Khi đó, xã Lưu Kiếm thuộc huyện Thủy Nguyên, thành phố Hải Phòng.
Ngày 10 tháng 1 năm 2004, Chính phủ ban hành Nghị định số 18/2004/NĐ-CP về việc thành lập xã Lưu Kỳ trên cơ sở 417,03 ha diện tích tự nhiên và 2.528 nhân khẩu của thôn Lưu Kỳ, xã Lưu Kiếm.
Sau điều chỉnh địa giới hành chính, xã Lưu Kiếm còn lại 865,36 ha diện tích tự nhiên và 10.338 nhân khẩu.
Năm 2006, xã Lưu Kiếm có 10 thôn: 1A, 1B, Chợ Tổng, Cây Quân, Giữa, Dưới, Phúc Nam, Trung, Bắc, Trại Viên.
Ngày 20 tháng 7 năm 2022, HĐND TP. Hải Phòng ban hành Nghị quyết số 26/NQ-HĐND về việc thành lập Thôn Phúc trên cơ sở Thôn Bắc và thôn Trại Viên.
Tính đến ngày 31 tháng 12 năm 2023, xã Lưu Kiếm được chia thành 9 thôn: 1A, 1B, Cây Quân, Chợ Tổng, Dưới, Giữa, Phúc, Phúc Nam, Trung.
Ngày 24 tháng 10 năm 2024, Ủy ban Thường vụ Quốc hội ban hành Nghị quyết số 1232/NQ-UBTVQH15 về việc sắp xếp đơn vị hành chính cấp huyện, cấp xã của thành phố Hải Phòng giai đoạn 2023 – 2025 (nghị quyết có hiệu lực từ ngày 1 tháng 1 năm 2025). Theo đó, thành lập phường Lưu Kiếm thuộc thành phố Thủy Nguyên trên cơ sở toàn bộ 4,43 km² diện tích tự nhiên, quy mô dân số là 3.108 người của xã Lưu Kỳ và toàn bộ 10,53 km² diện tích tự nhiên, quy mô dân số là 13.346 người của xã Lưu Kiếm.
Phường Lưu Kiếm có 14,96 km² diện tích tự nhiên và quy mô dân số là 16.454 người.
Ngày 16 tháng 6 năm 2025, Ủy ban Thường vụ Quốc hội bàn hành Nghị quyết sắp xếp các đơn vị hành chính cấp xã thuộc thành phố Hải Phòng năm 2025. Theo đó, sắp xếp toàn bộ diện tích tự nhiên, quy mô dân số của phường Trần Hưng Đạo, phường Lưu Kiếm, một phần diện tích tự nhiên, quy mô dân số của xã Liên Xuân và một phần diện tích tự nhiên của xã Quang Trung thành phường mới có tên gọi là phường Lưu Kiếm.
Căn cứ theo đề án sắp xếp đơn vị hành chính cấp xã của thành phố Hải Phòng năm 2025, phường Lưu Kiếm được thành lập từ:
- Toàn bộ diện tích tự nhiên là 14,96 km², quy mô dân số là 16.708 người của phường Lưu Kiếm;
- Toàn bộ diện tích tự nhiên là 11,99 km², quy mô dân số là 19.543 của phường Trần Hưng Đạo;
- Một phần diện tích tự nhiên là 14,94 km2, quy mô dân số là 13.125 người của xã Liên Xuân;
- Một phần diện tích tự nhiên là 0,28 km2 của xã Quang Trung.

Phường Lưu Kiếm có diện tích tự nhiên là 42,17 km2 (đạt 766,73 % so với quy định), quy mô dân số là 49.376 người (đạt 109,72% so với quy định).
Về tên gọi, phường sử dụng tên Lưu Kiếm là tên gọi của một trong 3 đơn vị trước khi sắp xếp. Tên gọi Lưu Kiếm gắn với sự kiện lịch sử khi Đức vương Trần Hưng Đạo trao lại kiếm báu, cờ lệnh cho Nhân dân sau chiến thắng Bạch Đằng 1288, đây là sự tưởng thưởng, ghi nhận của triều đình nhà Trần với sự đóng góp của Nhân dân Thủy Nguyên trong cuộc kháng chiến với quân Nguyên Mông vào thế kỷ thứ XIII.